# Собственный Его Императорского Величества гараж
Собственный Его Императорского Величества гараж (СЕИВГ) — специальное подразделение в структуре Министерства императорского двора и уделов Российской империи, официально учреждённое 18 февраля (3 марта) 1907 года. Основной задачей гаража являлось автомобильное обслуживание императора Николая II, членов его семьи и императорской свиты, а также решение различных транспортных нужд Двора. С 1912 года СЕИВГ был подчинён управляющему Придворной конюшенной частью «на правах широкой автономии». Гараж стал не только одним из самых передовых автохозяйств своего времени, но и центром технических инноваций, в частности, благодаря деятельности Адольфа Кегресса. После отречения Николая II от престола 2 (15) марта 1917 года СЕИВГ претерпел ряд реорганизаций и перешёл в ведение новых властных структур.

## История

### Предпосылки и основание
Интерес к автомобилям в императорской семье начал формироваться постепенно. Одним из первых автомобилистов в окружении царя стал министр Императорского двора граф В. Б. Фредерикс, который с 1901 года пользовался паровым экипажем французской фирмы «Serpollet». Решающую роль в приобщении Николая II к автомобилям сыграл флигель-адъютант князь Владимир Николаевич Орлов. В 1904 году он начал совершать поездки с императором на своём автомобиле «Delaunay-Belleville», что произвело на монарха большое впечатление
Осенью 1905 года Николай II принял решение о приобретении первых автомобилей для Двора. Ответственным за комплектование будущего императорского гаража был назначен князь В. Н. Орлов. Официально Собственный Его Императорского Величества гараж был учреждён 18 февраля (3 марта) 1907 года на основании устного распоряжения Николая II на записке министра императорского двора В. Б. Фредерикса «О временной организации автомобильной части». Князь Орлов возглавил гараж в должности руководителя-инспектора. Инспектором Гаража был капитан 1-го ранга Д. В. фон Ден. Бюджет СЕИВГ на 1917 год, как и в предыдущем году, планировался в размере 120 000 рублей.

### Формирование автопарка и первые автомобили
Первые автомобили для императорского двора прибыли в начале 1906 года. Это были: один фаэтон «Delaunay-Belleville» для императорской семьи и четыре автомобиля «Mercedes» (два лимузина, один ландоле и один полуоткрытого типа) для обслуживания свиты и Дворцового коменданта. Также для служебных нужд был приобретён омнибус фирмы «Benz». Первоначально автомобили размещались в Царском Селе в здании Конюшенного ведомства, а также в Петербурге и Петергофе.
Автопарк стремительно рос. К концу 1910 года в гараже насчитывалось 22 автомобиля различных марок. Особо известны стали автомобили «Delaunay-Belleville» модели SMT («Sa Majesté le Tsar» — «Его Величество Царь»), изготовленные специально для российского императора: ландоле (1908) и лимузин (1909).
К началу 1917 года в Императорском гараже числилось уже 56 автомобилей: 9 императорских, 19 свитских, 2 санитарных, 3 омнибуса, 10 грузовых, 3 фельдъегерских, 4 частных и 6 автомобилей военного ведомства. Автомобили делились на категории:
- Автомобили императорской семьи: «Delaunay-Belleville», «Rolls-Royce», «Mercedes», «Renault», «Peugeot» (включая специальный «Bébé Peugeot» для цесаревича Алексея).
- Автомобили императорской свиты: «Delaunay-Belleville», «Mercedes», «Daimler», «Лесснер», «Panhard et Levassor», «Serex», «Руссо-Балт».
- Автомобили Дворцового коменданта: «Mercedes», «Benz», «Brasier», «Serex», «Darracq», «Ford».
- Автомобили хозяйственных служб: грузовики, автобусы, полевая кухня, тягачи, поезд «Renard».

### Здания и инфраструктура
Первое специальное двухэтажное здание Императорского гаража было построено в Царском Селе в 1906 году по проекту архитектора С. А. Данини в стиле английского коттеджа. На первом этаже располагались боксы для автомобилей, мастерские и подсобные службы; второй этаж был жилым для служащих гаража.
В 1908 году рядом было возведено второе здание в стиле модерн (архитектор В. А. Липский), служившее гаражом-резиденцией для технического директора Адольфа Кегресса.
В 1913 году комплекс дополнился третьим, самым большим зданием — так называемым Белым гаражом (архитектор А. К. Миняев, неоклассический стиль), рассчитанным на 40 автомобилей.
В 1910—1911 годах был построен гараж в «Чёрном» дворике Зимнего дворца в Санкт-Петербурге, в районе расположения дворцовых кухонь.
К весне 1911 года был построен гараж на 25 машин в Ливадии (Крым) для нужд Двора во время пребывания в Крыму; это был уже второй крымский филиал — первый, небольшой, на два автомобиля, существовал в Ореанде с 1909 года.

### Руководство и персонал
Первоначально гаражом руководил князь В. Н. Орлов, который также лично возил императора. Позже техническую часть возглавил французский инженер Адольф Кегресс, приглашённый с завода «Г. А. Лесснер». Кегресс также стал личным шофёром императора и императрицы.
Штат гаража постоянно увеличивался: в 1907 году он насчитывал 26 человек, а к 1913 году вырос до 80 человек. Это были лучшие шофёры и специалисты Санкт-Петербурга, получавшие высокое жалование и казённую форму, в разработке дизайна которой принимала участие императрица Александра Фёдоровна.
С середины 1906 года при гараже начала действовать первая в России «Императорская школа шофёров», готовившая высококвалифицированных водителей, обладавших также навыками ремонта автомобилей и обеспечения безопасности пассажиров. К 1917 году в штате гаража числилось 30 шофёров.

### Бюджет
Содержание Императорского гаража требовало значительных средств. Расходы росли с каждым годом: в 1907 году — 113 863 рубля (из них на приобретение автомобилей — 19 100 рублей), в 1908 году — 156 448 рублей (69 719 на автомобили), в 1912 году — 250 324 рубля (58 612 на автомобили). Общая сумма расходов за 1907—1912 годы составила 1 283 866 рублей. Для сравнения, автомобиль «Руссо-Балт» модели С 24-40 стоил 7 500 рублей.

### Технические инновации: движители Кегресса
Адольф Кегресс внёс значительный вклад в развитие автомобильной техники. Работая в Императорском гараже, он занимался проблемой повышения проходимости автомобилей в зимних условиях и по пересечённой местности. Он изобрёл и усовершенствовал так называемый «движитель Кегресса» — полугусеничный ход, где передние колёса автомобиля устанавливались на лыжи, а задние заменялись резинометаллическими гусеницами. Под его руководством в мастерских гаража были построены экспериментальные полугусеничные автомобили на шасси «Mercedes», «Руссо-Балт» и «Packard». Автосани Кегресса успешно участвовали в гонках по снегу.

## В годы Первой мировой войны
С началом Первой мировой войны деятельность гаража была скорректирована с учётом нужд военного времени. Автопарк пополнился новыми марками, такими как «Rolls-Royce», «Turcat-Mery», «Vauxhall». Устаревшие, но исправные автомобили передавались в действующую армию, в том числе для санитарных нужд.
Николай II совершил несколько поездок на фронт, для чего использовались специально оборудованные железнодорожные составы, перевозившие автомобили Императорского гаража. В Ставке Верховного главнокомандующего в Могилёве был организован филиал Гаража, где постоянно находилось от пяти до восьми автомобилей.
Из-за конфликта, связанного с Григорием Распутиным, князь В. Н. Орлов был отстранён от руководства гаражом. Его место занял В. Шоффер, остававшийся на этой должности до Февральской революции 1917 года.

## События 1917 года
Февральская революция кардинально изменила судьбу Придворной конюшенной части и подчинённого ей Гаража. Руководитель Придворной конюшенной части А. А. Гринвальд был арестован, а заведующий хозяйством А. А. Шильдкнехт — убит. Инспектор Гаража Д. В. фон Ден подал в отставку 27 марта. Адольф Кегресс после революции покинул Россию, уехав сначала в Финляндию, а затем вернувшись во Францию.
Временное правительство и его структуры взяли бывшие императорские учреждения под свой контроль. Управление бывшей Придворной конюшенной частью и Гаражом в течение 1917 года последовательно осуществляли несколько человек, далёких как от кавалерии, так и от автомобильного дела:
- Журналист Ф. П. Купчинский с 1-2 марта получил полномочия по комплектованию автомобильной базы Временного комитета Государственной думы, перегнав автомобили СЕИВГ из Царского Села в Петроград. 7 марта ему было поручено управление всем имуществом конюшенного ведомства. Купчинский предлагал выделить «автомобильную базу» (бывший Гараж) в самостоятельное учреждение с подчинением непосредственно правительству, однако 16 апреля был вынужден сдать дела[4].
- Член III и IV Государственных дум (трудовик) В. И. Дзюбинский был назначен 30 марта комиссаром над бывшим Министерством императорского двора Ф. А. Головиным для заведования Придворной конюшенной частью и Гаражом, фактически приступив к обязанностям с 16 апреля. Его пребывание в должности было недолгим[4][14].
- Журналист Е. А. Френкель был назначен 26 апреля заместителем Дзюбинского, а с 1 мая официально стал уполномоченным с окладом 600 рублей в месяц[5]. Френкель занимался вопросами интеграции Гаража в структуру конюшенного ведомства, планируя завершить передачу делопроизводства к началу 1918 года[15]. В сентябре 1917 года, во время его руководства, был ограблен Конюшенный музей[16].

В этот период служащие бывшего конюшенного ведомства и Гаража создали свой Комитет, который активно выдвигал требования по улучшению условий труда и участвовал в решении судьбы учреждения.
4 (17) октября 1917 года Временное правительство официально переименовало бывшую Придворную Конюшенную часть и бывший Собственный Его Императорского Величества гараж в Автомобильную и Конюшенную базу Временного правительства. 24 октября на Совещании по пересмотру штатов бывшего Министерства императорского двора было одобрено предложение Френкеля о более тесном объединении Гаража (как «Автомобильной части Базы») с конюшенной частью и сокращении штатов последней.
После Октябрьской революции Комитет служащих Автомобильной базы 26 октября заявил о признании власти Советов и передал все автомобили в распоряжение Военно-революционного комитета. База была временно подчинена назначенному большевиками коменданту Зимнего дворца корнету Н. И. Покровскому, который пробыл «комиссаром» базы около недели.
5 ноября 1917 года нарком просвещения А. В. Луначарский, которому было поручено заведование бывшим Министерством двора, издал приказ об увольнении Е. А. Френкеля и назначении на его место Ф. П. Купчинского, избранного служащими. Однако Купчинский к руководству базой так и не вернулся. Вместо него в тот же день на общем собрании служащих в присутствии Луначарского был избран подполковник Александр Густавович Болин, профессиональный кавалерист с десятилетним опытом службы в данном ведомстве. 20 ноября Болин был утверждён временно исполняющим обязанности уполномоченного по делам бывшей Придворной Конюшенной Части и Гаража ввиду «отъезда из Петрограда» Е. А. Френкеля. Политическим руководителем («комиссаром Авто-Конюшенной Базы») от Центрального Исполнительного Комитета 10 декабря был назначен И. Бородачев.
Большинство автомобилей бывшего императорского гаража были списаны к середине 1920-х годов.

Император Николай II верхом на лошади у своего первого автомобиля — трипль-фаэтона «Делоне-Бельвиль» C4 40/45 CV. На заднем сиденье — черногорские принцессы Милица и Стана, перед автомобилем — князь В. Н. Орлов и шофер А. Кегресс. Красное Село, лето 1908 года
Императорский полуоткрытый фаэтон «Мерседес» 45PS под водительством князя В. Н. Орлова
Императорский «Делоне-Бельвиль» 70CV (SMT) с кузовом ландоле. За рулем — князь В. Н. Орлов, рядом с ним — А. Кегресс. Красное Село, 1909 год
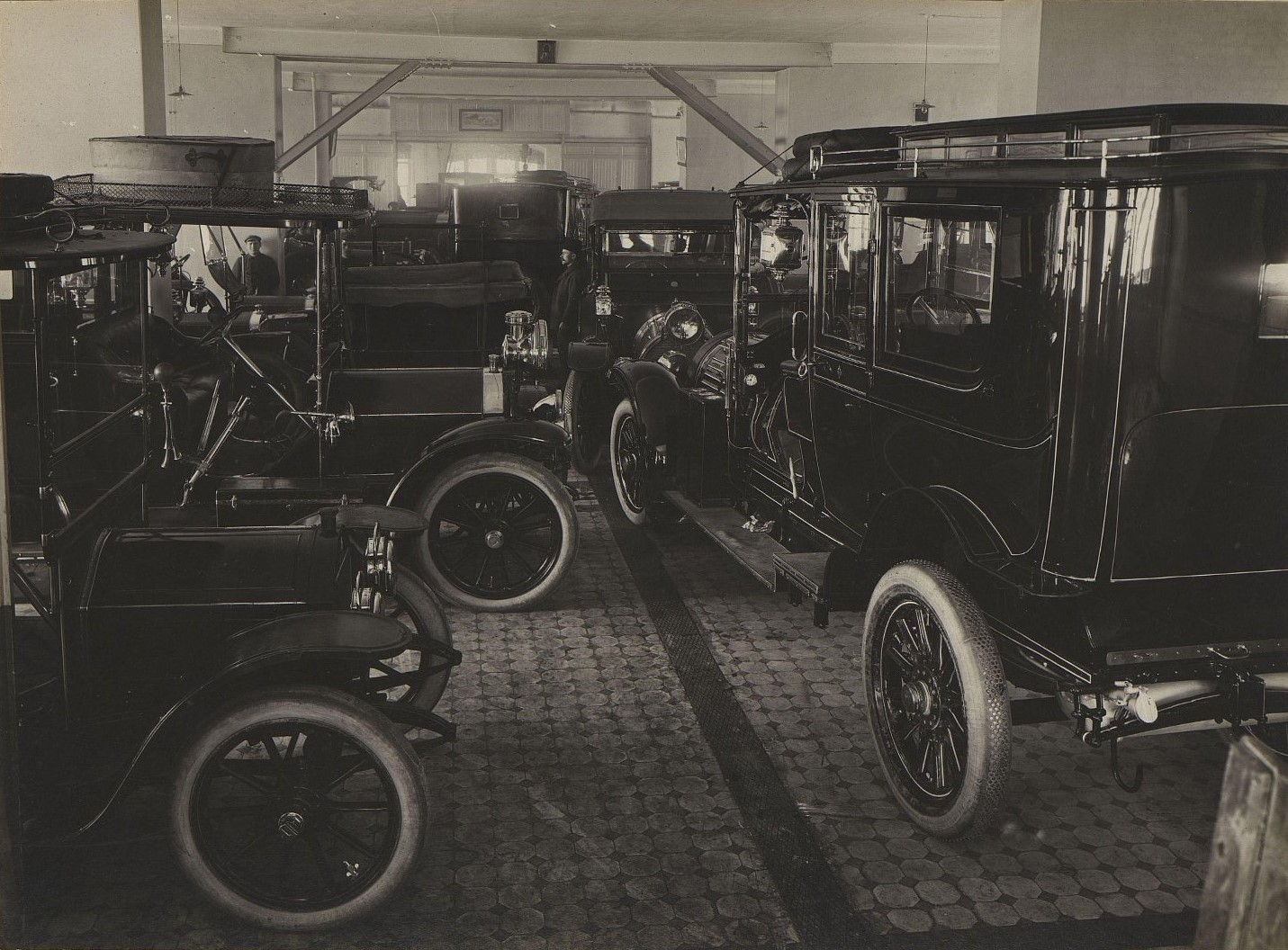
Автомобили в дворцовом гараже. Неизвестный фотограф. К.Е. фон Ган и Ко. Начало XX в. Архив Государственного исторического музея
Императорская чета выходит к автомобилю «Роллс-Ройс» 40/50НР. Воронеж, декабрь 1914 года
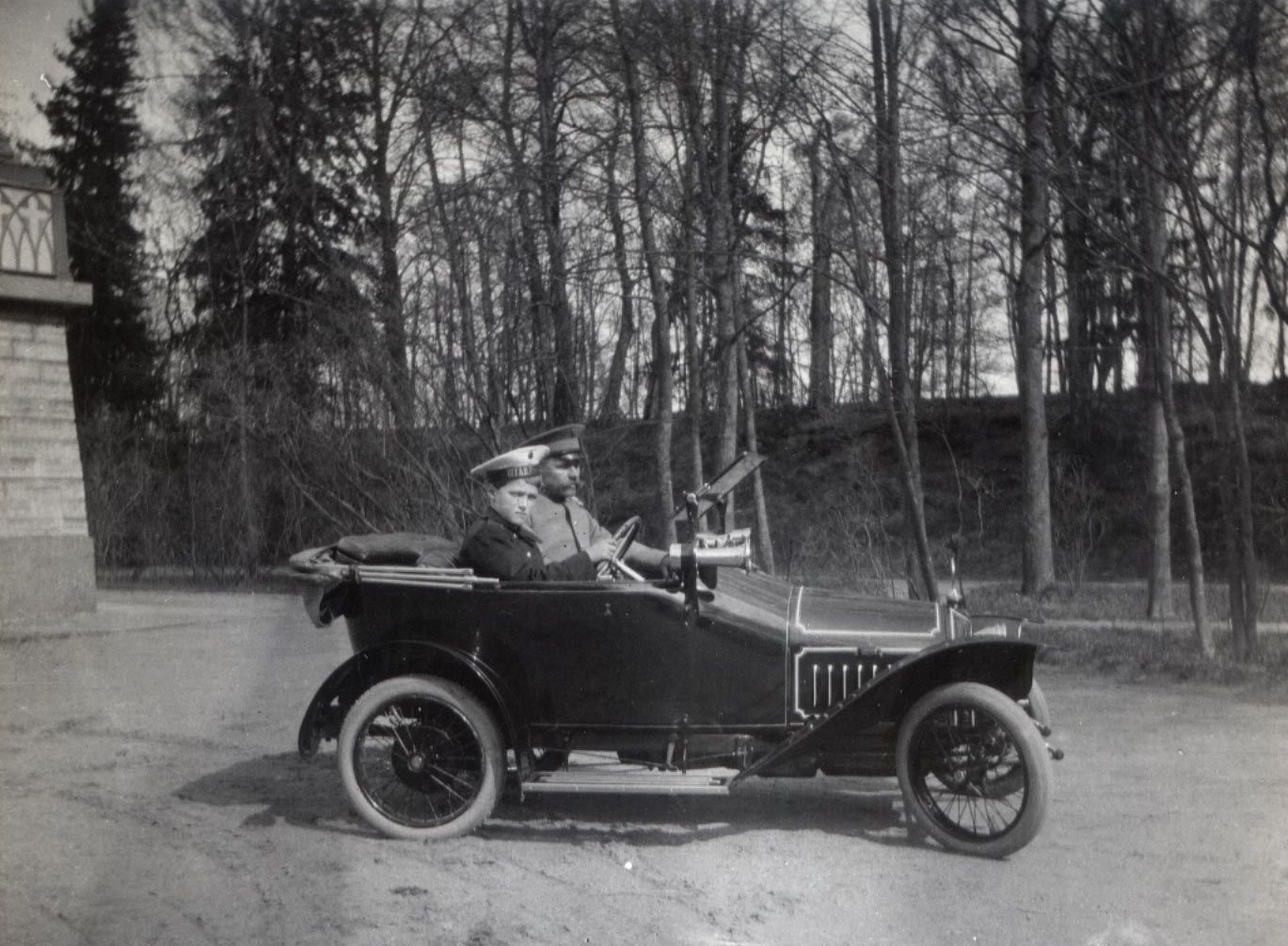
Цесаревич Алексей Николаевич в подаренном ему автомобиле «Bébé Peugeot»